# Wyndham Albery
Pour les articles homonymes, voir Albery.
Wyndham James Albery, né à Londres en 1882 et mort le 28 août 1940, est un homme politique britannique.

## Biographie
Né à Londres, Albery est le troisième et le plus jeune fils de l'actrice et directrice de théâtre Mary Moore (plus tard Lady Wyndham) et du dramaturge James Albery. Son frère aîné Irving s'est lancé en politique et est devenu député conservateur, tandis que son frère du milieu, Bronson, est devenu directeur de théâtre. Il a fréquenté l'école d'Uppingham et est devenu comptable. Il a publié quelques poèmes en 1906. Il a rejoint le Parti travailliste indépendant (ILP) et, de 1913 à 1919, a été secrétaire de sa Fédération de l'Ouest londonien, puis président de la fédération,.
Albery est objecteur de conscience pendant la Première Guerre mondiale et est emprisonné en 1917, mais bientôt libéré. Par l'intermédiaire de l'ILP, il est devenu actif au sein du Parti travailliste, siégeant au Conseil de Marylebone à partir de 1919. Aux élections générales britanniques de 1922 et 1923, il s'est présenté sans succès dans Hammersmith South. En 1923, il est devenu trésorier du Conseil Divisionnaire de Londres de l'ILP, et à partir de 1924, il a été président de la Fédération du Nord-Ouest de Londres du parti. En 1930, il représente l'ILP au sein de l'exécutif du Parti travailliste de Londres, où il plaide contre les tests de travail pour les bénéficiaires de l'aide sociale en extérieur. Lors des élections du Conseil du comté de Londres en 1931, il s'est présenté sans succès dans la circonscription de Hammersmith Sud.
Sa nièce par le biais d'Irving est Jessica Albery, une architecte et urbaniste, l'une des premières femmes architectes professionnelles au Royaume-Uni au début du vingtième siècle.